# Radosław Sobolewski
Radosław Sobolewski (nascut el 13 de desembre de 1976 en Białystok) és un futbolista polonès que actualment juga de centrecampista defensiu.